# Nolhaga djurpark
Nolhaga djurpark är en djurpark i Alingsås.
Djurparken är alltid öppen och gratis att besöka. Här finns Barnens lantgård med flera husdjur. Man kan se hästar, getter och olika typer av får. 